# Михаил Александров (футболист)
Вижте пояснителната страница за други личности с името Михаил Александров.
Михаил Иванов Александров е български футболист, полузащитник. Роден е на 11 юни 1989 г. в София. Изиграл е 201 мача в професионални отбори, от които 107 в Лудогорец (Разград). Играл е 6 години в Германия, Полша и Русия. През 2021 г. завършва кариерата си като състезател на Славия (София).

## Ранна кариера
Юноша на ПФК ЦСКА (София). Започва да тренира при армейците на шестгодишна възраст. През сезон 2006/07 е привлечен в първия отбор на ЦСКА където има 3 мача.
През 2007 г. се договаря с Ливърпул където се очаква да премине през лятото на 2007 г. Поради проблеми с работната виза на Острова, Александров получава повиквателна за немския гранд „Борусия“ (Дортмунд).
На 19 август 2007 г. Михаил Александров е част от първия отбор на „Борусия“, след като подписва 3-годишен договор с Вестфалци. Ключова фигура и капитан на юношеския национален отбор, често викан и за младежкият национален отбор.
На 22 май 2009 печели приза най-бърз дрибльор в състезанието „Льо Дуел“, организирано от Франк Рибери.
През есента на сезон 2010/2011 г. записва 11 мача в А ПФГ с отбора на „Академик“ (София), в които получава 2 жълти картона.

## Лудогорец
На 19 март 2011 г. отбелязва първия си гол за Лудогорец в домакинската победа срещу Добруджа (Добрич) с 6 – 0 от среща на Източна „Б“ ПФГ. Първият си гол в „А“ ПФГ отбелязва на 11 септември 2011 г. в срещата Лудогорец – Славия (София) 6 – 0. В Лудогорец играе 5 години, през които става първенец на Източната „Б“ ПФГ и 4 пъти шампион на България.

## След 2015 година
През зимната пауза на 2016 г. става състезател на Легия Варшава. От 2017 до 2019 година играе в Арсенал (Тула). На 02.09.2019 г. се завръща в България като футболист на Арда (Кърджали). На 26.02.2021 г. преминава в Славия (София), където завършва кариерата си на 1 юли 2021 г.

## Национален отбор
Дебютира за националния отбор на България на 5 март 2014 г. в приятелската среща България – Беларус 2:1, играна в столицата София . На 13 октомври 2015 г. отбелязва първия си гол за Националния отбор в домакинската среща срещу Азербайджан при победата с 2:0 .

## Успехи
- Шампион на „А“ ПФГ: 2011 – 12, 2012 – 13, 2013 – 14, 2014 – 15
- Купа на България: 2011 – 12, 2013 – 14
- Суперкупа на България: 2012, 2014